# Ofu (Samoa Americane)
Ofu è un villaggio delle Samoa Americane appartenente all'omonima contea del Distretto Manu'a.